# Parametrično ojačevanje
Optično parametrično ojačevanje (OPA, angl. amplification) je pojav, ko se svetlobni signal, ki potuje skozi nelinearni kristal, ojača. Razmeroma šibek signal se ojača na račun močnega črpalnega žarka, pri tem pa nastane še tretji, nedejavni (angl. idle) žarek. Izpolnjen mora biti pogoj, da je vsota frekvenc signalnega in nedejavnega žarka enaka frekvenci črpalnega žarka. Pojav izkoriščajo optični parametrični oscilatorji, v katerih se žarek z večkratnimi odboji med zrcaloma močno ojača.

## Optično parametrično ojačevanje (OPA)
Pri OPA imamo dva vhodna žarka; šibek signal s frekvenco {\displaystyle \omega _{s}}, ki ga želimo ojačati, in močan črpalni signal (angl. pump) s frekvenco {\displaystyle \omega _{p}>\omega _{s}}. Žarka potujeta skozi optično nelinearni kristal dolžine {\displaystyle L}, kjer se žarku s frekvenco {\displaystyle \omega _{s}} intenziteta poveča, žarku s frekvenco {\displaystyle \omega _{p}} zmanjša, iz potrebe po ohranitvi energije pa nastane še dodaten izstopni žarek s frekvenco {\textstyle \omega _{i}=\omega _{p}-\omega _{s}}. Tako rešujemo sklopljen sistem enačb za nelinearno optiko drugega reda, ki se poenostavi, če upoštevamo, da je amplituda črpalnega žarka veliko večja od amplitud ostalih dveh valovanj {\textstyle (A_{p}\gg A_{s},A_{i})} in približno konstantna {\textstyle A_{p}\approx A_{p0}}:
{\displaystyle {{\text{d}}^{2}A_{s} \over {\text{d}}z^{2}}={i\omega _{s}\chi _{\text{eff}} \over 4c_{0}n_{\omega _{s}}}(-{i\omega _{i}\chi _{\text{eff}} \over 4c_{0}n_{\omega _{i}}}A_{s}A_{p}^{*}\ {\text{e}}^{-i\Delta kz}+A_{i}^{*}A_{p}i\Delta kz\ {\text{e}}^{i\Delta kz})},
{\displaystyle {{\text{d}}^{2}A_{i} \over {\text{d}}z^{2}}={i\omega _{i}\chi _{\text{eff}} \over 4c_{0}n_{\omega _{i}}}(-{i\omega _{s}\chi _{\text{eff}} \over 4c_{0}n_{\omega _{s}}}A_{i}A_{p}^{*}\ {\text{e}}^{-i\Delta kz}+A_{s}^{*}A_{p}i\Delta kz\ {\text{e}}^{i\Delta kz})}.
Pri tem je {\textstyle \chi _{\text{eff}}} efektivna susceptibilnost: {\textstyle \chi _{\text{eff}}={\vec {e_{3}}}\cdot \chi ^{(2)}:{\vec {e_{1}}}{\vec {e_{2}}}=\sum _{ijk}\chi _{ijk}e_{3i}e_{1j}e_{2k}} kjer so {\displaystyle e_{1},e_{2},e_{3}} smeri polarizacije svetlobe, {\displaystyle n_{\omega }} lomni količnik materiala pri določeni frekvenci {\displaystyle \omega }, {\displaystyle c_{0}} pa hitrost svetlobe v vakuumu. Sistem ima rešitvi
{\displaystyle A_{s}=A_{s0}(\cosh \kappa z-{i\Delta kz \over 2\kappa }\sinh \kappa z)\ {\text{e}}^{i\Delta kz/2}\quad } in
{\displaystyle A_{i}=A_{i0}\sinh \kappa z\ {\text{e}}^{i\Delta kz/2}},
pri čemer smo vpeljali parametra:
{\displaystyle \kappa ^{2}={\omega _{s}\omega _{i}\chi _{\text{eff}}^{2}|A_{p0}|^{2} \over 16c_{0}^{2}n_{\omega _{s}}n_{\omega _{i}}}-{{\Delta k}^{2} \over 4}\quad } in
{\displaystyle \quad A_{i0}=i{\sqrt {\omega _{i}n_{\omega _{s}} \over \omega _{s}n_{\omega _{i}}}}{\sqrt {1+{{\Delta k}^{2}} \over 4\kappa ^{2}}}A_{s0}}.
Za optimalno delovanje sistema upoštevamo pogoj za ujemanje faz valovanj {\displaystyle \Delta k=0}. Z začetnimi pogoji {\displaystyle A_{s}(z=0)=A_{s0}} in {\displaystyle A_{i}(z=0)=0} se zgornji rešitvi poenostavita v:
{\displaystyle A_{s}=A_{s0}\cosh \kappa z\quad } in
{\displaystyle A_{i}=A_{i0}\sinh \kappa z}.
Pri tem se tudi konstanti poenostavita
{\displaystyle \kappa ^{2}={\omega _{s}\omega _{i}\chi _{\text{eff}}\left\vert A_{p0}\right\vert ^{2} \over 16c_{0}^{2}n_{\omega _{s}}n_{\omega _{i}}}\quad {\text{in}}\quad A_{i0}={\sqrt {\omega _{i}n_{\omega _{s}} \over \omega _{s}n_{\omega _{i}}}}A_{s0}}.

## Optični parametrični oscilator (OPO)
Svetloba, ki je prešla ojačevalni sistem, se ojača, vendar navadno še premalo. Namesto da povečamo dolžino sistema, kristal namestimo med dve zrcali, ki tvorita resonator). Signal se tako ob vsakem prehodu kristala ojača. Odbojnost zrcal nastavimo tako, da je za črpalni žarek zelo majhna, za ojačani signal pa blizu ena. Frekvence valovanj {\displaystyle (\omega _{s},\ \omega _{i}=\omega _{p}-\omega _{s})} morajo biti take, da se ujemajo faze {\displaystyle k_{p}-k_{s}-k_{i}=0}, hkrati pa se mora nihanje ojačanja ujemati z lastnim nihanjem resonatorja. Z vrtenjem ojačevalnega kristala lahko spreminjamo ojačano frekvenco, s čimer dobimo nastavljiv izvor svetlobe.
Za delovanje takega sistema mora biti jakost črpalnega žarka dovolj velika, da je ojačanje signala na obhod večje od izgub.